# 1박 2일의 수상 및 후보 목록
아래는 KBS 2TV의 예능 프로그램 《1박 2일》의 수상 및 후보 목록이다.

## 시즌1

### 2007년
- 제6회 KBS 연예대상
  - 쇼.오락 부문 최우수 코너상
  - 베스트 엔터테이너상 : 이수근

### 2008년
- 제20회 한국PD대상
  - TV진행자 부문상 : 강호동
- 제44회 백상예술대상
  - TV 부문 대상: 강호동
- 제35회 한국방송대상
  - 연예.오락 TV 부문 작품상
- 제15회 대한민국 연예예술대상
  - 최우수 프로그램상
  - 남자 부문 희극인상 : 이수근
- 제7회 KBS 연예대상
  - 쇼.오락 MC부문 남자 신인상 : 이수근
  - 쇼.오락 부문 방송작가상 : 이우정
  - 최고 인기상: 이승기
  - 시청자가 뽑은 최고의 프로그램상
  - 대상 : 강호동

### 2009년
- 제21회 한국PD대상
  - TV 예능부문 작품상
- 제10회 방송인상
  - 방송제작상
- 제8회 KBS 연예대상
  - 쇼.오락 MC부문 남자 우수상 : 이수근
  - 시청자가 뽑은 최고의 프로그램상 (2연속 수상)
  - 대상 : 강호동 (최초 2연속 수상)

### 2010년
- 문화체육관광부
  - 감사패
- 2010 한국관광의 별
  - 공로자 부문
- 제9회 KBS 연예대상
  - 최고 엔터테이너상 : 은지원
  - 쇼.오락 MC부문 남자 우수상 : 이수근
  - 쇼.오락 MC부문 남자 최우수상 : 이승기
  - 시청자가 뽑은 최고의 프로그램상 (3연속 수상)

### 2011년
- 제38회 한국방송대상
  - 연예.오락 TV부문 작품상 : '외국인 근로자와 함께하는 1박 2일'
- 제10회 산의 날
  - 국무총리 표창상
- 제10회 KBS 연예대상
  - 공로상 : 강찬희
  - 최고 엔터테이너상 : 엄태웅
  - 쇼.오락 MC부문 남자 최우수상 : 이수근
  - 대상 : 1박 2일 (최초 단체 수상)

## 시즌2

### 2012년
- 경남 창원컨벤션센터 - 지역 발전주간 개막식
  - 대통령 표창상
- 제11회 KBS 연예대상
  - 쇼.오락 부문  남자 신인상 : 주원
  - 쇼.오락 부문 방송작가상 : 최재영
  - 최고 엔터테이너상 : 차태현
  - 쇼.오락 부문 남자 최우수상 : 김승우

## 시즌3

### 2013년
- 제12회 KBS 연예대상
  - 쇼.오락 부문 남자 최우수상 : 차태현
  - 대상 : 김준호

### 2014년
- 2014년 아시아 레인보우 TV 어워즈 버라이어티 예능 프로그램 부문 최우수상[1]
- 제13회 KBS 연예대상
  - 쇼.오락 부문 남자 신인상 : 故 김주혁
  - 버라이어티 부문 최고 엔터테이너상 : 정준영
  - 쇼.오락 부문 남자 우수상 : 데프콘

### 2015년
- 제14회 KBS 연예대상
  - 버라이어티 부문 최고 엔터테이너상 : 故 김주혁
  - 쇼.오락 부문 최우수상 : 김종민
  - 시청자가 뽑은 최고의 프로그램상

### 2016년
- 제43회 한국방송대상
  - 예능버라이어티 부문 작품상 : '하얼빈을 가다'
- 제15회 KBS 연예대상
  - 버라이어티 부문 남자 신인상 : 윤시윤
  - 방송작가상 : 정선영
  - 시청자가 뽑은 최고의 프로그램상
  - 대상 : 김종민

### 2018년
- 제16회 KBS 연예대상
  - 베스트 커플상 : 김준호, 김종민
  - 베스트 엔터테이너상 : 윤시윤
  - 버라이어티 부문 최우수상 : 데프콘
  - 시청자가 뽑은 최고의 프로그램상

## 시즌4

### 2020년
- 제18회 KBS 연예대상
  - 쇼·버라이어티 부문 신인상 : 김선호
  - 쇼·버라이어티 부문 베스트 엔터테이너상 : 연정훈
  - 쇼·버라이어티 부문 우수상 : 딘딘
  - 쇼·버라이어티 부문 최우수상 : 문세윤
  - 최고의 프로그램상

### 2021년
- 제19회 KBS 연예대상
  - 쇼·버라이어티 부문 신인상 : 라비
  - 방송 작가상 : 노진영
  - 올해의 예능인상 : 김종민, 문세윤
  - 쇼·버라이어티 부문 우수상 : 연정훈
  - 최고의 프로그램상
  - 대상 : 문세윤

### 2022년
- 제20회 KBS 연예대상
  - 쇼·버라이어티 부문 신인상 : 나인우
  - 베스트 엔터테이너상 : 연정훈
  - 쇼·버라이어티 부문 최우수상 : 딘딘
  - 올해의 예능인상 : 김종민

### 2023년
- 제21회 KBS 연예대상
  - 쇼·버라이어티 부문 신인상 : 유선호
  - 방송 작가상 : 최혜란
  - 올해의 예능인상 : 1박 2일 팀
  - 대상 : 1박 2일 팀

### 2024년
- 제22회 KBS 연예대상
  - 베스트 엔터테인먼트상 : 문세윤
  - 베스트 팀워크상 : 1박 2일 팀
  - 프로듀서 특별상 : 김종민
  - 쇼·버라이어티 부문 우수상 : 이준
  - 쇼·버라이어티 부문 최우수상 : 조세호
  - 올해의 예능인상 : 김종민